# ブルボン家協会
ブルボン家協会（ブルボンけきょうかい、フランス語: Institut de la maison de Bourbon、略称：IMB）は、協会である。パトリック・ド・ラ・ロードによって設立されたナポレオン研究所のモデルとなった。

## 概要

### 設立
スペイン・ブルボン朝の王族でレジティミスム系のフランス王位請求者であるハイメ・デ・ボルボンの要請により1973年に設立され、アルフォンソ・デ・ボルボンによって承認された。その後、1997年4月23日、国務院令により正式に公益事業の設立として認められ、登録された。
1976年1月18日に行われた協会の総会において、アルフォンソの面前で、参加者はボフレモン公爵ジャックを会長に選出した。 2009年2月28日、その息子であるシャルル＝エマニュエル・ド・ボフレモンが会長を引き継いだ。ボフレモン公爵は名誉会長に任命された。

### 目的
フランスとその王、そしてヨーロッパに君臨したブルボン家の歴史を保護し、促進すること。法令に規定されているその目的は、「フランスの歴史と王室の治世についての知識を促進すること」、「伝統の温室になること」、そして「フランスを揺るぎない忠誠心で築いた価値観をカペー家の長老に伝えること」である。主な活動は具体的には、フランス王国の伝統と遺産を保護し、活用することであり、フランス王室の公務に関連する主要な歴史的イベントの組織と、ブルボン朝を記念するさまざまな文化的イベントを開催・後援するなどして活動している。
ブルボン家協会主催に姿を現したルイス・アルフォンソ・デ・ボルボン（ルイ20世）とブルボン家協会の特定の指導者との間で発生した対立、特にアンリ4世に関係したいくつかの行為が原因で、2010年11月8日に一時、ルイス・アルフォンソはブルボン家協会を離れ、「アンジュー公爵協会」を設立した。しかし2015年1月1日、ネットワークを拡大し、手段を強化することを目的として、これら2つの組織を統合した。